# Michel Bisceglia
Michel Bisceglia,(4 januari 1970) is een veelzijdige Belgische muzikant, met Italiaanse roots. In zijn jonge jaren werd hij enerzijds beïnvloed door muzikanten als Lennie Tristano en Keith Jarrett; anderzijds door Mozart, Rachmaninov en Stravinsky. Hij ontwikkelde hierdoor tegelijkertijd een voorliefde voor jazz én klassieke composities. De gevolgen van deze dubbele interesses weerspiegelen zich ook nu nog sterk in zijn muzikale carrière.

## Jazzmuzikant
Michel Bisceglia vormde meer dan 20 jaar geleden zijn eigen jazz trio, waarmee hij nog steeds in de originele bezetting speelt. Hun album ‘singularity’ werd internationaal geprezen; en werd in 2014 opgenomen in de lijst met 50 beste albums van het befaamde Amerikaanse magazine JazzTimes. In de zomer van 2015 speelde het trio nog op Gent Jazz, in het najaar van 2015 gaan ze op tournee met een filmconcert rond de film Blue Bird van Gust Van den Berghe. In 2017 tekende Michel Bisceglia een distributie deal met Sony Select voor de verdeling van heel zijn repertoire in China.
Verder werkte Michel Bisceglia ook samen met gerenommeerde jazzmuzikanten uit binnen- en buitenland, o.a. Dewey Redman, Randy Brecker, Bob Mintzer, Toots Thielemans,… Een samenwerking met Buscemi in 2007 resulteerde in het album Jazz Works, waarvan enkele tracks werden opgenomen op een Blue Note compilatie.

## Filmcomponist
Michel Bisceglia werkte al mee aan de soundtracks van meerdere langspeelfilms. Als arrangeur, orkestrator en dirigent werkte hij o.a. aan de films Le Fidèle, Cafard, Boy 7 en Terug Naar Morgen. Als componist werkte hij aan de soundtracks van o.a. Blue Bird, Au Nom du Fils, Blue Silence en Marina.  Voor deze film won hij in 2014 op het filmfestival van Gent een World Soundtrack Award.
Het nummer Paisellu Miu van het Michel Bisceglia Trio werd gebruikt in de Amerikaanse televisieserie Ray Donovan van de Amerikaanse betaaltelevisiezender Showtime. 

## Arrangeur & Musical director
De voorbije jaren was Michel Bisceglia het muzikale brein achter het succesvolle project ‘Viktor Lazlo sings Billie Holiday’: dit resulteerde in bijna 200 internationale concerten. Michel Bisceglia was ook arrangeur voor de muziek in de 52 afleveringen van de tekenfilmserie Symfollies. Het succes van deze serie resulteerde ook in internationale concerten die gedirigeerd werden door Michel Bisceglia. In 2014 was hij de componist en musical director voor de openingsceremonie van de Special Olympics European Summer Games 2014 in Antwerpen. Michel Bisceglia creëerde ook een arrangement voor de slotceremonie van de Olympische Winterspelen 2014 in Sotsji. Recent deed metal band Channel Zero een beroep op Michel Bisceglia als producer en arrangeur voor een nieuw en gewaagd unplugged album dat in het najaar van 2015 verschijnt. Als musical director werkte Michel Bisceglia verder nog samen met een lange lijst van muzikanten: Rocco Granata, Ozark Henry, Brian Molko (Placebo), Melanie De Biasio, Jasper Steverlinck, Mauro Pawlowski, Bent Van Looy, Joost Zweegers (Novastar), Sam Bettens, Ruben Block (Triggerfinger),… In 2018 arrangeerde en speelde Michel de filmmuziek van Tim Burton ter gelegenheid van de expo, "The World of Tim Burton", die liep in C-Mine Genk. Tim Burton was zelf aanwezig op deze voorstelling en zeer enthousiast over de uitvoering.

## Discografie
- About Stories - Michel Bisceglia Trio feat. Randy Brecker & Bob Mintzer (BMG/rcaVictor, 1997)
- Le Temps Perdu - Cattleya (PAO Records, 2000)
- The Night And The Music - Michel Bisceglia Trio (Culture Records, 2002)
- Second Breath - Michel Bisceglia Trio (Prova Records, 2003)
- Madeleine - Cattleya (Rent A Dog, 2003)
- Inner You - Michel Bisceglia Trio (Prova Records, 2007)
- Jazz Works - Buscemi & The Michel Bisceglia Ensemble (Blue Note, 2007)
- Diary - Cattleya (Prova Records, 2007)
- Invisible Light - Michel Bisceglia trio (Prova Records, 2009)
- Vertov, L'uomo Con La Macchina Da Presa - Buscemi & The Michel Bisceglia Ensemble (Prova Records, 2009)
- 11 - Michel Bisceglia & Carlo Nardozza (Prova Records, 2013)
- Singularity - Michel Bisceglia Trio (Prova Records, 2014)
- Blue Bird – Michel Bisceglia Trio (Prova Records, 2015)
- 20 Years Recordings - Michel Bisceglia Trio (Prova Records, 2017, compilatie)
- Orchestral Works 1 - Michelino Bisceglia (Prova Records, 2018)
- Whispered Wishes - Michel Bisceglia & Didier François (Prova Records, 2019)

## Filmmuziek
Als componist
- Blue Bird - Langspeelfilm geregisseerd door Gust Van den Berghe (2011)
- Mixed Kebab - Langspeelfilm geregisseerd door Guy Lee Thys (2011)
- Little Glory - Langspeelfilm geregisseerd door Vincent Lannoo (2011)
- Au Nom du Fils - Langspeelfilm geregisseerd door Vincent Lannoo (2012)
- Valentino - Langspeelfilm geregisseerd door Remy Van Heugten (2013)
- Marina – Langspeelfilm geregisseerd door Stijn Coninx (2013)
- The Pickle Recipe - Amerikaanse langspeelfilm geregisseerd door Michael Manasseri (2016)
- Hampi - Kortfilm geregisseerd door Pim Algoed (2016)
- Blue Silence - Langspeelfilm geregisseerd door Bülent Öztürk (2017)
- Sisters - Kortfilm geregisseerd door Aza Declercq (2017)
- Hannah - Langspeelfilm geregisseerd door Andrea Pallaoro met in de hoofdrol Charlotte Rampling (2017)
- Light Thereafter - Langspeelfilm geregisseerd door Konstantin Bojanov (2017)

Als arrangeur, orkestrator en/of dirigent:
- Ushi Must Marry – Langspeelfilm geregisseerd door Paul Ruven (2012)
- Symfollies - Animatieserie geregisseerd door Ives Agemans - 32 episodes (1999 - 2004)
- Midden in de Winternacht – Langspeelfilm geregisseerd door Lourens Blok (2013)
- Boy 7 – Langspeelfilm geregisseerd door Lourens Blok (2015)
- Terug Naar Morgen – Langspeelfilm geregisseerd door Lukas Bossuyt (2015)
- Gluckauf – Langspeelfilm geregisseerd door Remy van Heugten (2015)
- Cafard – Langspeelfilm geregisseerd door Jan Bultheel (2015)
- Le Fidèle - Langspeelfilm geregisseerd door Michaël R. Roskam (2017)